# 阿塗
阿塗（1983年10月17日—）， 又名糊手然塗，香港漫畫家，插畫家。

## 生平
畢業於觀塘職業訓練中心（KTVTC）插畫設計系。曾於廣告公司、雜誌社任職設計師，2014年開始全職插畫家工作。
2011年6月，阿塗於高登討論區發表創作「高登神獸卡」，因而聲名大噪。
2011年7月，香港CUP出版為阿塗推出「高登神獸卡」明信片及《高登神獸戰》遊戲卡，在香港書展及香港動漫電玩節發售。 更於香港高登首屆「香港網絡紅人選舉」中榮獲「最佳網絡創作獎」
2011年8月，阿塗以高登神獸為題材，創作漫畫「神獸漫話」於網絡上連載，並於2012年在《新Monday》雜誌連載。 2012年7月，於天窗出版社出版謎語漫畫書《謎圖小學雞》
2013年於報紙上連載「神獸漫話」時事漫畫，及 《Clip magazine》 連載漫畫「牙罅單位」 。。
2014年開始於 Yahoo! News 連載時事漫畫「神獸塗鴉」。
2016年於《新假期》及《藝文青》雜誌連載。
同年十二月榮獲香港網絡公民獎2016「最佳時事漫畫」。
2017年於白卷出版社出版《圖解廣東話》，榮獲得香港金閱獎2017「最佳圖文書」。
同年十一月，阿塗獲香港藝術中心邀請參與《PLAY!香港漫畫巡迴展覽東京站》，與香港漫畫家司徒劍僑和黎達達榮一同代表香港到日本作漫畫展覽及創作交流。

2018年，阿塗於香港舉辦首個個人畫展《廣東話好雙語》
2019年，阿塗於白卷出版社出版《圖解廣東話2》，榮獲得第二屆香港出版雙年獎的「圖文書類出版獎」。

2021年，阿塗與樂施會合作出版的《新年怎會不快樂》，榮獲得第三屆香港出版雙年獎的「兒童圖書類-最佳出版獎」。

2022年4月26，因為「港區國安法」實施後，希望能繼續在網絡上自由創作關於香港的時政漫畫，他宣佈與妻子移居英國。。

## 作品

### 桌上遊戲創作
- 《高登神獸戰》遊戲卡（2011）茶杯出版，ISBN 9789881524126
- 《天文台打骰》桌上遊戲 (2019）

### 書籍著作
- 《謎圖小學雞》（2012）天窗出版，ISBN 9789881662125
- 《棕國好狗》(2015) 茶杯出版， ISBN 9789881301710
- 《鵰娜猩！頂硬上！》（2016）白卷出版，ISBN 9789887711827
- 《圖解廣東話》（2017）白卷出版，ISBN 9789887711896
- 《圖解廣東話2》（2018）白卷出版，ISBN 9789887904274
- 《新年怎會不快樂》(2020) 樂施會，ISBN 9789626640586
- 《登山讀書會》(2022) Lady Liberty HK 出版，ISBN 9781955118262

### 書籍設計
- 向西村上春樹《雑文·西》 （2012） 有種文化出版， ISBN 9789881609427

### 其他畫作
- 《沼氣團》短篇漫畫序章 (2014) 茶杯出版， ISBN 9789881301611
- 《大粵港諺語》（2014）

### 填詞
- 《冥想練習》許志安主唱，觸執毛 作曲編曲 (2017) [20]

## 外部連結
- 阿塗個人Facebook專頁（页面存档备份，存于）
- 高登神獸卡Facebook專頁（页面存档备份，存于）
- 阿塗於「香港網絡大典」之介紹（页面存档备份，存于）